# Cryptolabis (Cryptolabis) clausula
Cryptolabis (Cryptolabis) clausula is een tweevleugelige uit de familie steltmuggen (Limoniidae). De soort komt voor in het Neotropisch gebied.